# Substitution électrophile

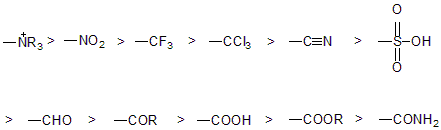
Le deuxième type de base de positionnement et de commande

La substitution électrophile (SE) est une réaction organique de type substitution dans laquelle un électrophile remplace un autre groupe, la plupart du temps un atome d'hydrogène, sur un composé chimique.
Son nom suggère que c'est un type de réaction très courant pour les composés riches en électrons, et en particulier les composés aromatiques. Ainsi, la principale réaction de ce type est la substitution électrophile aromatique, réaction très importante en chimie organique qui permet notamment d'introduire des groupes fonctionnels sur les cycles benzéniques. L'autre principale réaction de ce type est la substitution électrophile aliphatique.

## Substitution électrophile aromatique
La substitution électrophile aromatique est une réaction propre aux composés aromatiques, dans laquelle un atome, généralement d'hydrogène, ou plus rarement un groupe fonctionnel porté par le cycle aromatique, est remplacé par un électrophile.
C'est par ce mécanisme que se produisent notamment la nitration aromatique, l'halogénation aromatique, la sulfonation aromatique et les alkylations et acylation de Friedel-Crafts.

## Substitution électrophile aliphatique
La substitution électrophile aliphatique est une réaction analogue à la substitution nucléophile aliphatique, mais sur des composés aliphatiques insaturés, et avec un électrophile dans le rôle du substituant. Deux mécanismes limites existent : la substitution électrophile monomoléculaire, SE1, et la substitution électrophile bimoléculaire SE2, similaires aux SN1 et SN2.
Dans le mécanisme de SE1, le substrat est d'abord ionisé en carbanion, en dégageant une espèce positivement chargée, puis est rapidement recombiné avec l'électrophile.
Le mécanisme de SE2 se résume à une seule étape, avec attaque de l'électrophile et départ concerté du groupe partant, avec un état de transition où l'ancienne liaison et la nouvelle sont présentes.
Les réactions de substitutions électrophiles aliphatiques sont en fait plutôt rares, car elles sont en concurrence directe avec les additions électrophiles, souvent bien plus faciles (ce qui n'est pas le cas des substitutions électrophiles aromatiques dans lesquelles la double liaison autour de laquelle s'effectue la réaction est stabilisée par aromaticité, favorisant la SEA).
On compte néanmoins quelques réactions importantes comme : 
- la nitrosation ;
- l'halogénation des cétones ;
- le tautomérisme céto-énolique ;
- le couplage aliphatique diazonium ;
- l'insertion d'un carbène dans une liaison C-H.

## Influence du solvant
La substitution électrophile implique en général la formation d'un intermédiaire ionique (en particulier dans les SEA et les SE1) ; la réaction est donc accélérée dans les solvants polaires qui stabilisent cet état intermédiaire.